# Route nationale 403d
La route nationale 403d ou RN 403d était une route nationale française allant de la nécropole nationale de Douaumont (commune de Fleury-devant-Douaumont) au fort de Douaumont (commune de Douaumont). À la suite de la réforme de 1972, elle a été déclassée en RD 913d.